# 遂州 (辽朝)
遂州，中国古代的州。
辽朝置遂州。本高州（治今内蒙古自治区赤峰市东北）。南王府五帐放牧在遂州。在檀州西二百里，西北至上京临潢府一千里。五百户。治山河（今辽宁省彰武县西北）。金朝废除遂州。